# Athikari Bettu, Mangalore
Athikari Bettu là một làng thuộc tehsil Mangalore, huyện Dakshina Kannada, bang Karnataka, Ấn Độ.